# Elenito Di Liberatore
Elenito Di Liberatore (* 17. Januar 1973) ist ein ehemaliger italienischer Fußballschiedsrichterassistent.
Di Liberatore war von Oktober 2005 bis Mai 2019 Schiedsrichterassistent in der Serie A. Insgesamt kam er bei 223 Partien zum Einsatz. Zudem leitete er von 2008 bis 2018 insgesamt 21 Spiele in der Europa League und 35 Spiele in der Champions League.
Als Schiedsrichterassistent war Di Liberatore bei vielen internationalen Turnieren im Einsatz, darunter bei der U-17-Weltmeisterschaft 2013 in den Vereinigten Arabischen Emiraten (als Assistent von Gianluca Rocchi), bei der Europameisterschaft 2016 in Frankreich (als Assistent von Nicola Rizzoli), beim Konföderationen-Pokal 2017 in Russland und bei der Weltmeisterschaft 2018 in Russland (jeweils als Assistent von Gianluca Rocchi), meist zusammen mit Mauro Tonolini. Bei der Weltmeisterschaft 2018 wurde er zudem bei drei Partien als Videoschiedsrichterassistent eingesetzt.